# Diep (film)
Diep is een Nederlandse film uit 2005 van Simone van Dusseldorp.
Diep is een bewerking van het boek Het leven bestaat niet van Hendrickje Spoor. De film maakt deel uit van een kader genaamd De oversteek. De film verscheen in vijf zalen, voornamelijk arthouse-zalen.

## Verhaal
Het verhaal volgt het veertienjarig meisje Heleen (Melody Klaver) dat opgroeit begin jaren 70 tot haar puberteit, hoe ze de scheiding van haar ouders verwerkt en hoe ze met seks, drugs en relaties te maken krijgt.

## Rolverdeling
| Acteur          | Personage                     |
| --------------- | ----------------------------- |
| Melody Klaver   | Heleen                        |
| Monic Hendrickx | Jade Breedveld, moeder Heleen |
| Marcel Faber    | minnaar Quinta                |
| Bart Klever     | Clemens, vader Heleen         |
| Hadewych Minis  | Ilona                         |
| Stijn Koomen    | Axel                          |
| Damien Hope     | Steve                         |
| Jorik Scholten  | Emile                         |

## Prijzen
- Beste film, filmfestival Genève, Reflet D'or award
- Beste actrice (Klaver), filmfestival Genève, Tudor award
- Genomineerd filmfestival van Utrecht voor beste actrice (Klaver)